# Mihaela Loghinová
Mihaela Loghinová (* 1. června 1952 Roman) je bývalá atletka z Rumunska. Získala stříbrnou medaili na olympijských hrách v roce 1984, jeden centimetr za Claudií Loschovou, a bronzovou medaili na 1986 halové mistrovství Evropy. Po odchodu ze soutěží v roce 1991 vyučovala tělesnou výchovu, nejprve na škole ve Focșani a od roku 1992 na vojenské akademii.